# Giuseppe Canziani
Pour les articles homonymes, voir Canziani.
Giuseppe Canziani (en russe : Джузеппе Канциани ou Канцияни ; né avant 1750 et mort après 1793) est un danseur, chorégraphe et maître de ballet italien du XVIIIe siècle qui fit l'essentiel de sa carrière à Saint-Pétersbourg.
Installé à Venise en 1770, il se produit dans l'Italie du nord, à Munich et à Saint-Pétersbourg. Il travaille avec Jean-Georges Noverre, Gasparo Angiolini et Charles Le Picq et compose de nombreux ballets.
En 1779, il succède à Angiolini comme maître de ballet du Théâtre impérial de Saint-Pétersbourg.
De retour à Venise en 1783, il repart à Saint-Pétersbourg l'année suivante comme pédagogue et enseigne notamment Ivan Valberkh.
Il revient définitivement à Venise en 1792 et y donne ses derniers ballets connus.

## Œuvres principales
- 1773 : Le Jugement de Pâris (Munich)
- 1775 : Ines de Castro (Venise)
- 1776 : Porzia (Venise)
- 1777 : Ines de Castro (Milan, Théâtre ducal)
- 1778 : Il ritorno d'Idomeneo in Creta (Bologne)
- 1778 : Apollo placato (pour l'ouverture de la Scala de Milan, avec L'Europa riconosciuta d'Antonio Salieri)
- 1780 : Alcide al bivio (Saint-Pétersbourg)
- 1783 : Cupido trionfatore et La maggior impresa d'Ercole (Venise)
- 1789 : Arianne e Bacco (Saint-Pétersbourg)
- 1790 : Le Début du règne d'Oleg (Saint-Pétersbourg, livret de Catherine II de Russie)
- 1790 : Don Juan et Falso sordo (Saint-Pétersbourg)
- 1791 : Pyrame et Thisbé (Saint-Pétersbourg)
- 1792 : Inès de Castro (Saint-Pétersbourg)
- 1793 : Il Tradimento punito, La Pastorella fedele et Il Giudizio di Paride (Venise)